# Hietasaari (ö i Södra Savolax, Nyslott, lat 61,97, long 29,50)
Hietasaari är en ö i Finland. Den ligger i sjön Puruvesi och i kommunen Nyslott i  landskapet Södra Savolax, i den sydöstra delen av landet, 300 km nordost om huvudstaden Helsingfors. Öns area är 4,5 hektar och dess största längd är 470 meter i sydöst-nordvästlig riktning.